# Schafstedt
Schafstedt er en by og kommune i det nordlige Tyskland, beliggende i Amt Mitteldithmarschen i den centrale del af Kreis Dithmarschen. Kreis Dithmarschen ligger i den sydvestlige del af delstaten Slesvig-Holsten.

## Geografi
Schafstedt krydses af Bundesautobahn 23, som ved kommunens østgrænse krydser Kielerkanalen på Hochbrücke Hohenhörn (de).
I kommunen ligger ud over Schafstedt, landsbyerne Dückerswisch, Hohenhörn, Hanroden og Nordholz.